# Восторгов, Николай Евдокимович
Никола́й Евдоки́мович Восто́ргов (21 ноября (3 декабря) 1875 — 1 февраля 1930) — священномученик Русской православной церкви.
Причислен к лику святых Русской православной церкви в августе 2000 года.

## Биография
Родился 21 ноября (3 декабря) 1875 года в селе Никологорский погост Вязниковского уезда Владимирской губернии в семье псаломщика Евдокима Восторгова; был единственным сыном при трёх сёстрах. Учился во Владимирском духовном училище, но был вынужден оставить обучение. Жил послушником в Спасо-Евфимиевском монастыре. Затем был в Вязниковском, Боголюбском монастырях; келейником и секретарём настоятеля Введенской Островской пустыни. С 1897 года, со времени женитьбы, до 1915 года служил псаломщиком в храме погоста Горицы при озере Никольском в Муромском уезде.
В 1915 году был рукоположён в сан диакона к Спасскому храму соседнего села Дедово. Весной 1927 года рукоположён в сан священника и назначен в храм села Голянищево, а в июне 1928 года был переведён в село Чулково Нижегородской области.
В августе 1929 года арестован в селе Чулково. Был обвинён в том, что «явился организатором общественного беспорядка, который мог бы вылиться в террор над партийно-советскими работниками; руководил сбором подписей, редактировал и писал заявления», он был приговорён к 3 годам концлагерей; был определён в 4-ю роту Соловецкого лагеря особого назначения, но по прибытии в лагерь заболел тифом и 1 февраля 1930 года скончался.